# Lesung Batu Muda
Lesung Batu Muda is een bestuurslaag in het regentschap Musi Rawas van de provincie Zuid-Sumatra, Indonesië. Lesung Batu Muda telt 2806 inwoners (volkstelling 2010).